# Сакаев, Джалиль Ханафиевич
Джалиль Ханафиевич Сакаев (1 декабря 1958 года, с. Рсаево Илишевского района БАССР) — советский и российский шашист, тренер, судья по шашкам и шахматам, спортивный журналист. Заслуженный работник физической культуры Республики Башкортостан (2001). Арбитр ФМЖД, судья всероссийской категории. Судья мировых и российских соревнований. Директор Ишимбайской СДЮСШОР по шашкам.
Среди соревнований, которые судил: Чемпионат России по международным шашкам среди мужчин 2003, Чемпионат России по международным шашкам среди женщин 2003, Кубок России по международным шашкам среди клубных команд 2011, V клубный чемпионат России по международным шашкам. Имеет международное звание спортивного судьи «Арбитр ФМЖД», один из 5 обладателей этого звания в России (всего в мире их 36).
Автор ряда статей в «Башкирской энциклопедии».
Один из тренеров Тамары Тансыккужиной

## Награды
"Лучший работник физической культуры Республики Башкортостан " (1996)
"Лучший тренер Республики Башкортостан " (2000)
"Лучший судья Республики Башкортостан " (2003)

## Статьи Сакаева
- Сакаев, Д. Первый шаг сделан: первенство Ишимбайской детской шашечной лиги / Д. Сакаев // Восход.- 2012.- 18 дек.- С.7.
- Сакаев, Д. Опередили соперников на пол-очка: сборная Ишимбая выиграла Кубок РБ по русским шашкам / Д. Сакаев // Восход.- 2012.- 30 нояб.- С.3.
- Сакаев, Д. Побеждают дети, побеждают взрослые: шашечный спорт / Д. Сакаев // Восход.- 2012.- 16 нояб.- С.5.
- Сакаев, Д. «Паладин» — победитель: Кубок V чемпионата Ишимбайской лиги / Д. Сакаев // Восход.- 2012.- 29 июня.- С.9.
- Сакаев, Д. На черно-белых перекрестках: шашечный спорт / Д. Сакаев // Восход.- 2012.- 27 апр.- С.12.
- Сакаев, Д. Победные клеточки: первенство Федерации международных шашек среди юношей и девушек / Д. Сакаев // Подметки +.- 2012.- 11 апр.- С.4.
- Сакаев, Д. Четыре медали на семью: чемпионат РБ по международным шашкам / Д. Сакаев // Восход.- 2012.- 24 февр.- С.8.
- Сакаев, Д. Х. Шашечную моду диктует Ишимбай: чемпионат РБ по международным шашкам / Д. Х. Сакаев // Подметки.- 2012.- 22 февр.- С.5.
- Сакаев, Д. Черно-белые турниры: первенство района по шахматам в с. Петровское / Д. Сакаев // Подметки +.- 2011.- 19 окт.- С.4.
- Сакаев, Д. Покорители Ярославля: первенство России по русским шашкам / Д. Сакаев // Подметки +.- 2011.- 27 апр.- С.4.
- Сакаев, Д. Затраты окупились с лихвой: Артем Мкртумян, ученик школы № 3 стал серебряным призером / Д. Сакаев // Восход.-2010.-10 сентября.-С.1.
- Сакаев, Д. В копилке Рушата уже две медали: чемпионат республики по шахматам / Д. Сакаев // Восход. — 20*- 4 февр. — С.1.
- Сакаев, Д. И улыбки, и слезы…: первенство РБ по международным шашкам / Д. Сакаев // Восход. — 20*- 22 янв. — С.5.